# Меки До
Меки До (алб. Mekidolli; од 2007 — Кећи До) је насеље у општини Звечан, Косово и Метохија, Република Србија.

## Географија
Ово иако мало насеље дели се на Горњи Меки Део и на Доњи Меки Део. Горњи крај је на преседлини Станиног Пресла, која се спушта с Дебелог Брда, а Доњи је код ушћа Мекиделске Реке у Ибар. Старији је доњи крај села. Куће су по плиткој долини речице. Од суседног насеља Куле граничи се брдом Кљуновицом. Вода за домаће потребе и за пиће узима се на потоку. Њиве су у луговима поред Ибра, а пасишта су по заједничким рудинама повише села. Данашње гробље је на развођу косе повише насеља, непосредно поред пута који води из Криваче за Кулу. Ту је било и старо гробље, у коме има надгробних крстова од камена из прве половине прошлога века.

## Порекло становништва по родовима
- Дробњаци, Милићи, 5 кућа, слава Ђурђевдан, су досељени из Лучке Ријеке у Колашину на Ибру.
- Миловићи, 2 куће, слава Митровдан, из Лепосавића у копаоничким Ибру; крвни рођаци Миловановићима у бањском Житковцу.[1]

## Демографија
Према проценама из 2009. године које су коришћене за попис на Косову 2011. године, ово насеље је имало 7 становника, већина Срби.
| Година       | 1948 | 1953 | 1961 | 1971 | 1981 | 1991 | 2011 |
| ------------ | ---- | ---- | ---- | ---- | ---- | ---- | ---- |
| Становништво | 47   | 35   | 35   | 28   | 10   | 28   | 7    |

|  |